# Bekes Gáspár
Kornyáti Bekes Gáspár (Gáspár Bekes de Kornyát, Gáspár de Corniath Bekes) (1520 – Grodno, 1579. november 7.) erdélyi politikus, hadvezér, János Zsigmond főtanácsosa.

## Élete
Apja Bekes László lugosi vicebán, anyja Dési Anna, aki köznenemesi sorból származott. Petrovics Péter apródjaként kezdte pályáját, és Petrovics legfőbb bizalmasává vált. Szolgálatai fejében Karánsebesen kapott birtokot. Petrovics halála után Izabella királyné és János Zsigmond udvarába költözött, ahol több év múltán János Zsigmond fejedelem legbefolyásosabb tanácsosa lett. Helyzetét kiaknázva pár év alatt Erdély egyik legvagyonosabb főurává vált; többek között adományként megkapta Nagyenyedet, Görgényt, a fogarasi uradalmat és Huszt egyharmadát. 1568-ban az unitáriusokhoz csatlakozott.
1571-ben meghalt János Zsigmond erdélyi fejedelem. A török szultán Báthory Istvánt támogatta, míg a Habsburg II. Miksa császár Bekest kívánta fejedelemmé választatni. Az erdélyi rendek viszont Báthory Istvánt választották meg. Bekes visszavonult Fogaras várába, és innen szervezkedett a trón megszerzése érdekében. Báthory elfoglalta Bekes enyedi és alvinci birtokait, és 1573 őszén ostrom alá vette a fogarasi várat. Bekes Bécsbe menekült, és 1575 júniusában császári támogatással Erdélybe indult, de vereséget szenvedett a kerelőszentpáli csatában. A vesztes hadvezért II. Miksa császár megtagadta, és elfogatóparancsot adott ki ellene, azonban Bekesnek sikerült Lengyelországba menekülnie. Ott viszont Báthory István hívei fogták el, de a lengyel uralkodásra készülő Báthory 1576 augusztusában megkegyelmezett neki. Erdélybe azonban nem engedte vissza Bekest, hanem megtette a lengyel lovassági csapatok főparancsnokává; Bekes utóbb szolgálatainak fejében lengyel és litván nemességet kapott. Részt vett a Rettegett Iván ellen folytatott diadalmas háborúban.
1567. november 30-án házasodott össze Harinnay Annával, első feleségével. Második felesége Sárkándy Anna, a Célia versek ihletője. 1579-ben Báthory neki adományozta a híres Bárányokhoz címzett fogadót, a mai Bárányokhoz palotát, ami Krakkó főterén, a Rynek Głównyn áll.
Bekes 1579.november 7-én Grodnóban halt meg. A ma Bekes-halomnak nevezett, Vilnius fölé emelkedő magaslaton temették el. A síremlékmű 1838-ban összedőlt. A romok között talált sisakot és koponyát, mint Bekes Gáspár ereklyéit a Vilniusi Történelmi Múzeumban őrzik. Fia, Bekes László tovább szolgált Lengyelországban. 1598-ban egy magyar hajdú csapat felett parancsnokolt, amely Svédországban harcolt III. Zsigmond lengyel király oldalán.
Az általa gyakran viselt ködmön idegen nyelvű elnevezése, a bekecs szó az ő nevéből ered.